# توماسو دا مودينا
توماسو دا مودينا (بالإنجليزية: Tommaso da Modena)‏ (و. 1326 – 1379 م) هو رسام ولد في مودينا .

## أعمال بارزة
من أهم أعماله:
- Storie of Saint Ursula.